# コメンスメント・ベイ (護衛空母)
|           |                                                                           |
| 艦歴      |                                                                           |
| 発注:     |                                                                           |
| 起工:     | 1943年9月23日                                                             |
| 進水:     | 1944年5月9日                                                              |
| 就役:     | 1944年11月27日                                                            |
| 退役:     | 1946年11月30日                                                            |
| 除籍:     |                                                                           |
| その後:   | 1972年にスクラップ                                                        |
| 性能諸元  |                                                                           |
| 排水量:   | 11,373トン(基準)                                                          |
| 全長:     | 169.9m                                                                    |
| 全幅:     | 32.05m                                                                    |
| 吃水:     | 8.5m                                                                      |
| 機関:     | 4基筒蒸気タービン×2基 スクリュープロペラ×2軸                              |
| 最大速:   | 19ノット                                                                  |
| 航続距離: |                                                                           |
| 乗員:     | 士官、兵員1,066名                                                         |
| 兵装:     | 38口径5インチ単装砲 2基 40mm4連装機銃 3基 40mm連装機銃 12基 20mm機銃 20基 |
| 搭載機:   | 戦闘機×18機 艦上攻撃機×12機                                               |

コメンスメント・ベイ (USS Commencement Bay, CVE-105) は、アメリカ海軍の護衛空母。コメンスメント・ベイ級航空母艦の1番艦。艦名はワシントン州タコマのコメンスメント湾に因んで命名された。

## 艦歴
コメンスメント・ベイは1944年5月9日にシアトル・タコマ造船所で、F・イブ夫人によって進水し、1944年11月27日にR・L・ボウマン艦長の指揮下就役した。
コメンスメント・ベイは就役後、1945年2月1日にシアトルで訓練艦の任務に入り、10月2日までピュージェット湾で同任務に従事した。この間に545名の士官と5,053名の水兵に訓練を施し、8航空団の249名のパイロットに空母離着艦訓練を行った。1945年10月21日にブレマートンを出港、11月4日に真珠湾に到着し11月27日にシアトル及びタコマに向かうまで訓練を行った。
ロサンゼルスとサンペドロへの訪問後にコメンスメント・ベイは1946年1月28日にタコマに帰還、1946年11月30日退役し保管される。1955年6月12日に CVHE-105（護衛ヘリ空母）に艦種変更され、1959年5月7日に AKV-37（貨物航空機運搬艦）に再変更された。

## 登場作品
解体される直前の1972年に、姉妹艦とともに映画ダーティハリー2の撮影に用いられた。